# Veerenni
Veerenni är en stadsdel i distriktet Kesklinn i Estlands huvudstad Tallinn.